# 산타페 (뉴멕시코주)
샌타페이(영어: Santa Fe, IPA:[ˈsæntə ˈfeɪ]; 스페인어: Santa Fe; 나바호어: Yootó)는 미국 뉴멕시코주 중부에 있는 400년의 역사를 가진 뉴멕시코 주의 주도(州都)이다. 현지에 사는 한국인은 한글로 산타페로 쓰는 표기가 보편화되어 있다. 스페인어로 산타페는 "거룩한 믿음"(Holy Faith)이라는 뜻이다. 2019년 통계에 의하면 도시 인구는 8만4천683명이다. 도시는 상그레 더 크리스토(Sangre de Cristos, IPA:[ˈsæŋgri də ˈkrɪstoʊ]) 산 밑 해발 2,234m의 고지대에 있으며 푸에블로 리바이벌 건축양식으로 지은 어도비(Adobe) 집들의 매력과 고풍이 짙은 거리들이 관광객을 끌어 들이는데 큰 도움이 되고 있다. 산타페는 1610년에 스페인의 식민지 뉴스페인(New Spain)때의 뉴멕시코 지역의 수도로 설립되어 미국에서 제일 역사가 오래된 수도(Capital City)가 되었다. La Villa Real de la Santa Fe de San Francisco de Asís ("아시시의 성 프란체스코의 성스러운 왕실의 도시")란 도시의 전체 이름 설립이 남아있다.
연방, 주, 도시 정부 기관이 산타페의 가장 큰 고용주이며 관광업과 미술관계 업종이 산타페의 경제에 큰 비중을 차지한다. 다양한 문화를 보여주는 여러 박물관이 있으며 산타페 오페라와 산타페 축제가 여름의 행사를 제공한다. 미국의 3대 미술시장이 되고 있는 만큼 갤러리(화랑)가 많기로 유명하다. 현대자동차가 2000년에 출시한 SUV 싼타페는 이 도시의 이름을 따서 지었다.

## 지리

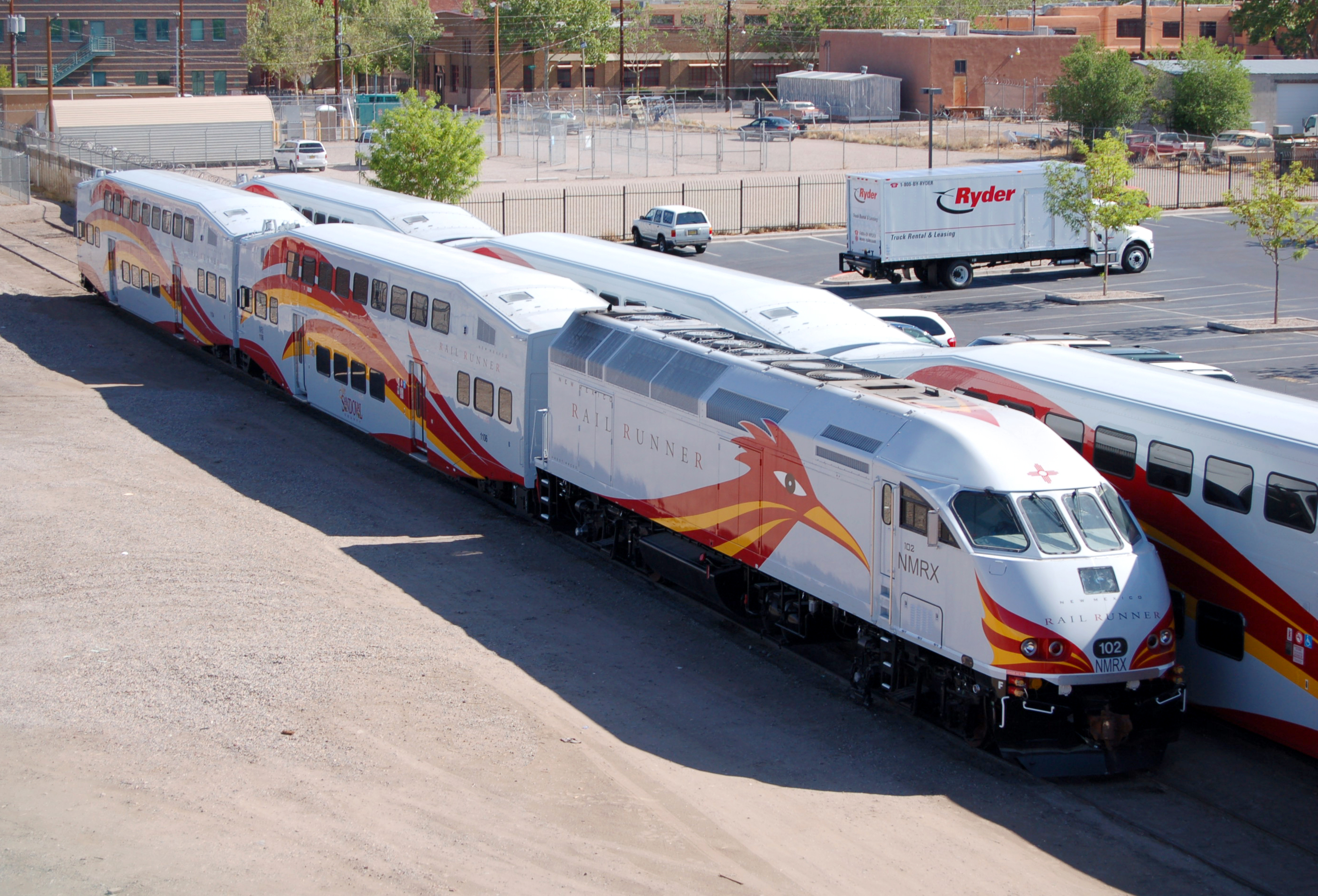
산타페와 앨버커키를 운행하는 통근 열차 Rail Runner

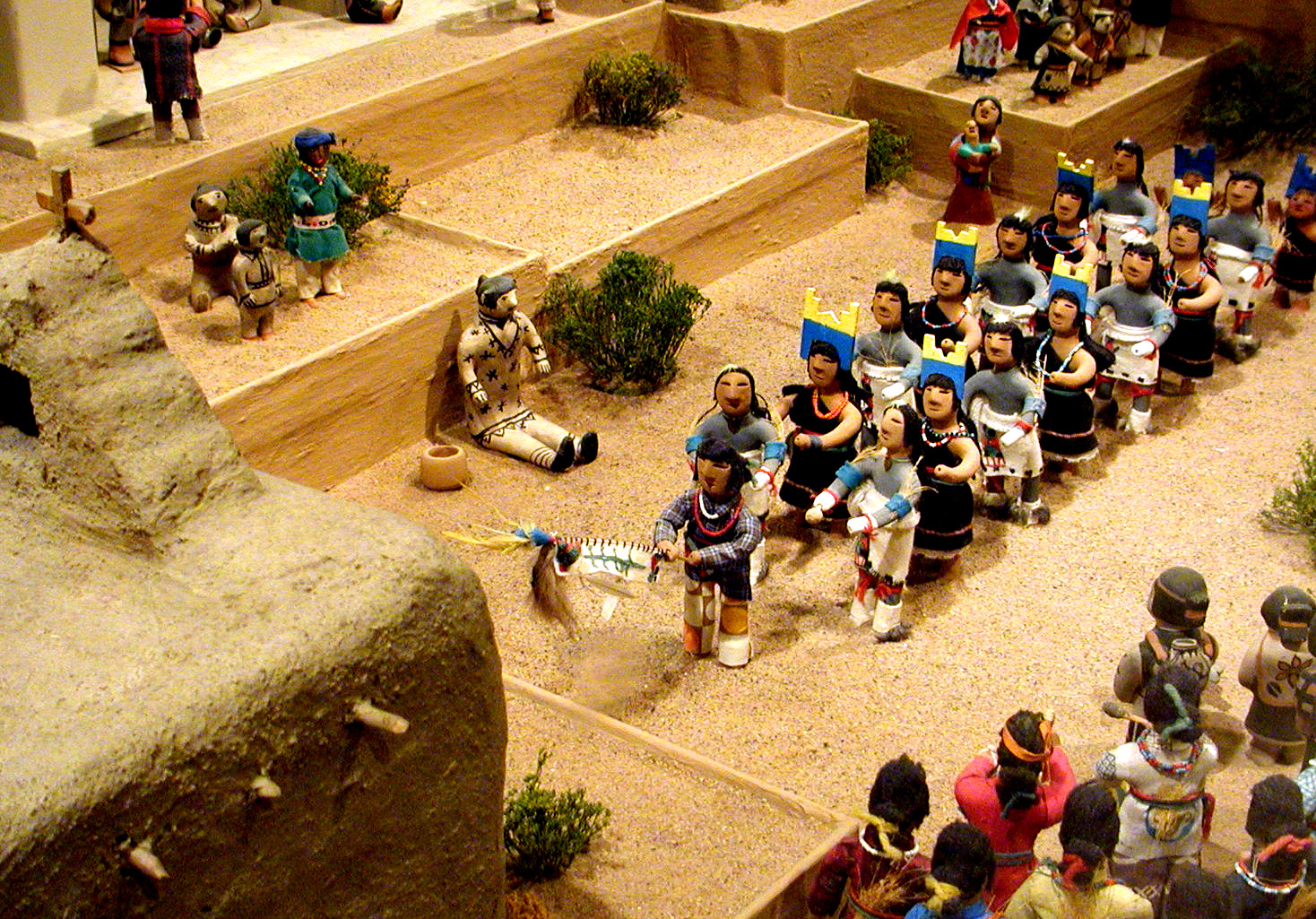
민속예술 전시물. 국제민속예술 박물관

지리적으로 산타페는 해발 7,199ft(2,134m) 고지에 있다. 앨버커키 다운타운과 비교한다면 약 1,887ft (515m)가량 더 높은곳에 있어서 여름 기온을 비교해보면 앨버커키보다 화시 10도 정도 낮다.
산타페는 앨버커키에서 북쪽, I-25로 한시간 정도 걸리는 거리(94km,59마일)에 있다. 근래에 앨버커키와 산타페 간의 운행이 시작된 기차(Railrunner Express)편을 이용해서 방문할 수도 있다. 알버커키에서 기차로는 1시간 30분 정도 걸린다. 산타페 공항이 있으나 소형 비행기만이 운항하므로 대부분의 여행자들은 앨버커키 공항을 이용하게 된다.
도시의 북쪽은 로키산맥의 남쪽 끝이 되는 상그레 데 크리스토(Sangre de Cristos)산이 있다. 산이름은 스페인어로 그 의미는 '그리스도의 피'란 뜻이다. 산위의 스키장은 겨울철 여행객과 시민들에게 인기 있는 곳이 되고 있다.

## 기후
| 뉴멕시코주 산타페의 기후                                         | 뉴멕시코주 산타페의 기후 | 뉴멕시코주 산타페의 기후 | 뉴멕시코주 산타페의 기후 | 뉴멕시코주 산타페의 기후 | 뉴멕시코주 산타페의 기후 | 뉴멕시코주 산타페의 기후 | 뉴멕시코주 산타페의 기후 | 뉴멕시코주 산타페의 기후 | 뉴멕시코주 산타페의 기후 | 뉴멕시코주 산타페의 기후 | 뉴멕시코주 산타페의 기후 | 뉴멕시코주 산타페의 기후 | 뉴멕시코주 산타페의 기후 |
| 월                                                               | 1월                      | 2월                      | 3월                      | 4월                      | 5월                      | 6월                      | 7월                      | 8월                      | 9월                      | 10월                     | 11월                     | 12월                     | 연간                     |
| ---------------------------------------------------------------- | ------------------------ | ------------------------ | ------------------------ | ------------------------ | ------------------------ | ------------------------ | ------------------------ | ------------------------ | ------------------------ | ------------------------ | ------------------------ | ------------------------ | ------------------------ |
| 역대 최고 기온 °C (°F)                                           | 18 (65)                  | 23 (73)                  | 25 (77)                  | 29 (84)                  | 36 (96)                  | 37 (99)                  | 37 (99)                  | 36 (96)                  | 34 (94)                  | 31 (87)                  | 24 (75)                  | 18 (65)                  | 37 (99)                  |
| 일평균 최고 기온 °C (°F)                                         | 6.1 (43.0)               | 8.9 (48.0)               | 13.7 (56.6)              | 17.9 (64.3)              | 23.2 (73.7)              | 28.9 (84.1)              | 29.9 (85.8)              | 28.6 (83.4)              | 25.3 (77.5)              | 19.1 (66.3)              | 11.7 (53.0)              | 5.9 (42.6)               | 18.3 (64.9)              |
| 일일 평균 기온 °C (°F)                                           | −0.9 (30.4)              | 1.5 (34.7)               | 5.3 (41.5)               | 9.1 (48.3)               | 14.1 (57.3)              | 19.5 (67.1)              | 21.4 (70.5)              | 20.3 (68.6)              | 16.7 (62.1)              | 10.4 (50.8)              | 3.7 (38.7)               | −1.1 (30.1)              | 10.0 (50.0)              |
| 일평균 최저 기온 °C (°F)                                         | −7.8 (17.9)              | −5.9 (21.3)              | −3.1 (26.4)              | 0.2 (32.4)               | 4.9 (40.8)               | 10.1 (50.1)              | 12.8 (55.1)              | 12.1 (53.7)              | 8.2 (46.8)               | 1.9 (35.4)               | −4.2 (24.4)              | −8.0 (17.6)              | 1.8 (35.2)               |
| 역대 최저 기온 °C (°F)                                           | −26 (−14)                | −31 (−24)                | −21 (−6)                 | −12 (10)                 | −7 (19)                  | −2 (28)                  | 3 (37)                   | 2 (36)                   | −3 (26)                  | −15 (5)                  | −24 (−12)                | −27 (−17)                | −31 (−24)                |
| 평균 강수량 mm (인치)                                            | 14 (0.55)                | 12 (0.49)                | 19 (0.74)                | 15 (0.60)                | 23 (0.89)                | 22 (0.87)                | 57 (2.26)                | 52 (2.04)                | 35 (1.39)                | 34 (1.34)                | 20 (0.79)                | 21 (0.83)                | 325 (12.79)              |
| 평균 강설량 cm (인치)                                            | 9.4 (3.7)                | 6.1 (2.4)                | 9.9 (3.9)                | 1.0 (0.4)                | 0 (0)                    | 0 (0)                    | 0 (0)                    | 0 (0)                    | 0 (0)                    | 3.3 (1.3)                | 4.3 (1.7)                | 17 (6.8)                 | 51 (20.2)                |
| 평균 강수일수 (≥ 0.01 인치)                                      | 3.4                      | 3.6                      | 4.3                      | 3.9                      | 4.7                      | 5.0                      | 9.9                      | 10.1                     | 6.1                      | 4.8                      | 3.7                      | 4.3                      | 63.8                     |
| 평균 강설일수 (≥ 0.1 인치)                                       | 1.7                      | 1.2                      | 1.2                      | 0.5                      | 0.0                      | 0.0                      | 0.0                      | 0.0                      | 0.0                      | 0.4                      | 0.6                      | 1.9                      | 7.5                      |
| 출처: 미국 해양대기청 (평년값: 1991년~2020년, 극값: 1972년~현재) |                          |                          |                          |                          |                          |                          |                          |                          |                          |                          |                          |                          |                          |

## 역사

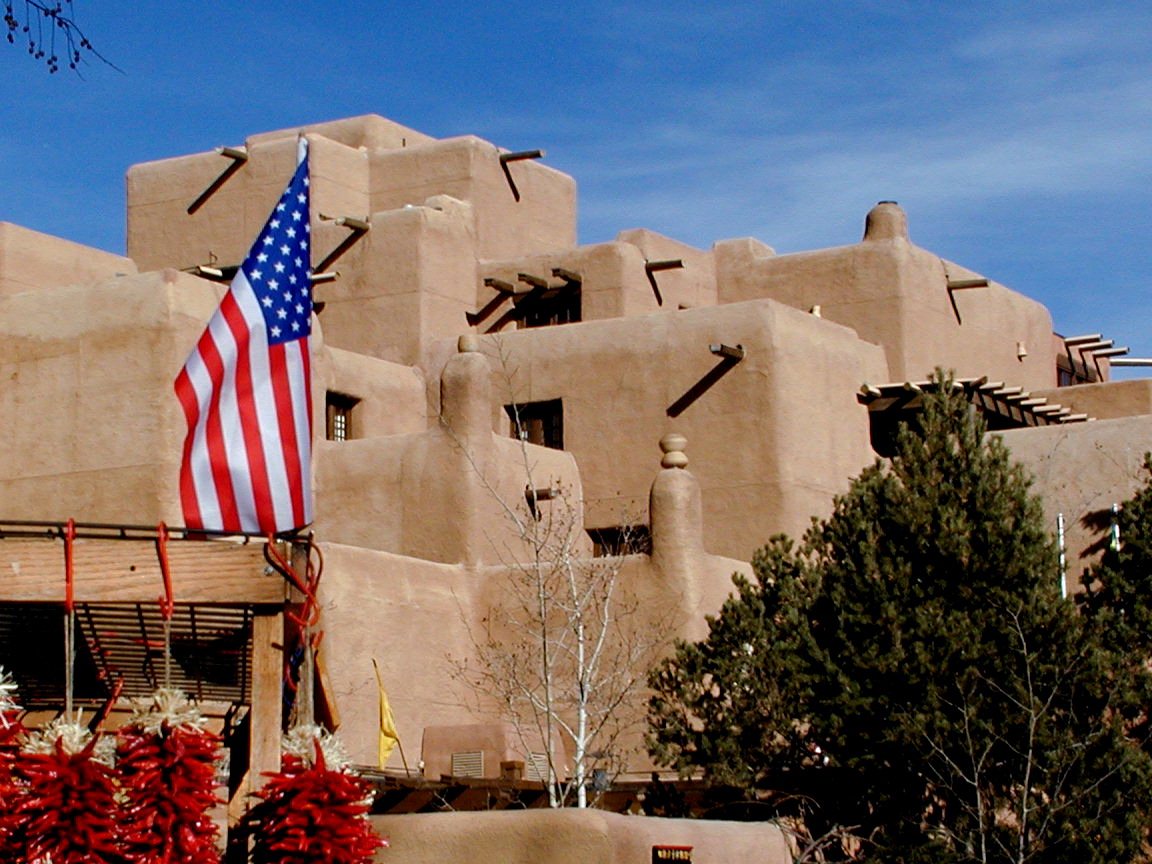
성조기와 칠리(Chili)고추. 배경은 푸에블로 리바이벌 (어도비) 스타일 건축물인 로레토 호텔

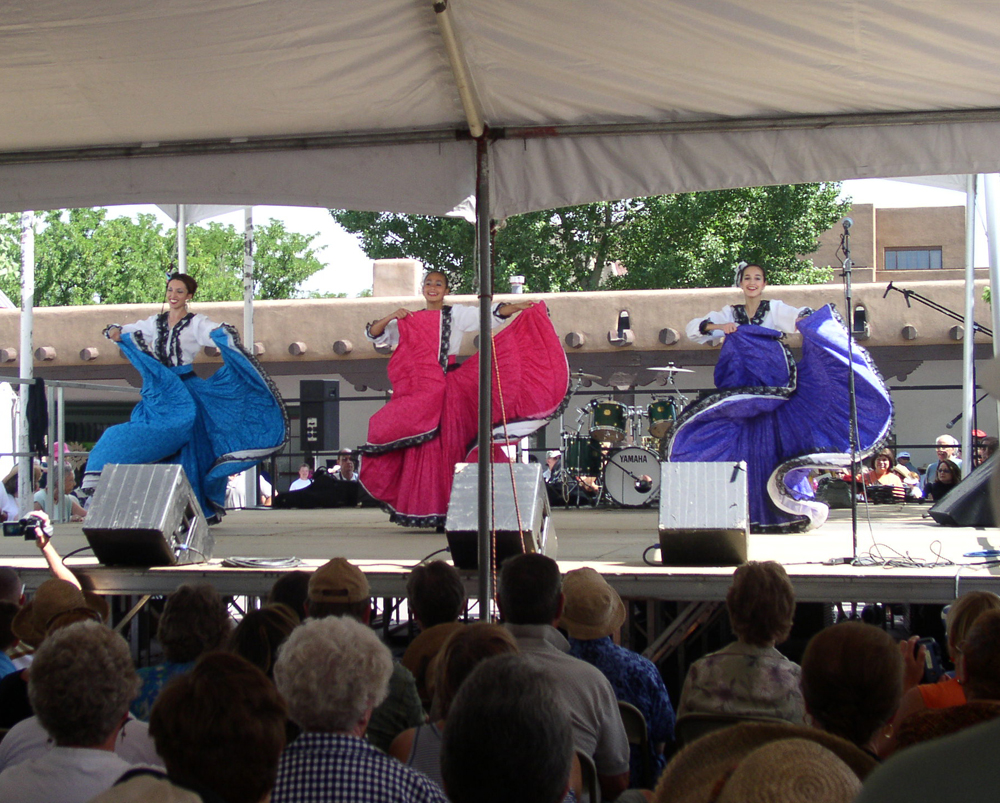
산타페 축제에서 공연되는 스페인 춤

1598년 스페인의 오냐테(Oñate)장군이 이끄는 뉴멕시코 원정팀은 리오그란데 강 상류 지역에 스페인 이주민을 정착 시키면서 이 지역을 통치했다. 그의 통치는 억압적이여서 푸에블로 인디언의 불만을 고조시켰다. 스페인의 왕은 이런 사실을 알고 오냐테를 소환하고 페드로 데 페랄타(Pedro de Peralta)를 1609년 뉴멕시코에 임명했다. 그 이듬해 1610년 페랄타는 산타페를 수도로 정하고 "라 빌라 레알 데 라 산타 페"(La Villa Real de la Santa Fe)라고 이름을 지었고 뉴멕시코 지역을 다스렸다. 스페인사람들은 푸에블로 인디언과 상호 의존의 관계속에서 평화를 유지해 나갔으나 1675년 인디언 고유의 종교의식에 박해를 가하는 일이 일어났다. 47명의 종교 지도자를 체포하고 4명에게 교수형 언도를 내렸다. 프에블로 지도자 70명이 산타페를 쳐 들어가 협박하여 살아 있는 종교 지도자를 구출 해내긴 했으나 이로 인해 상호간의 갈등이 고조 되었다. 그때 석방된 자 중의 한사람인 포페이(Popé 혹은 Popay)란 산환(San Juan)푸에블로 인디언은 스페인 사람들의 통치에서 벗어날 계획을 세우고 여러 부족과 비밀리에 동맹을 맺고 1680년 8월10일 일제히 봉기하여 푸에블로 반란(Pueblo Revolt)을 일으켰다. 11일 동안의 격전 끝에 산타페는 2,500명의 인디언 병사의 승리로 인디언 손에 넘어갔다. 산타페에 있던 3,000명의 스페인 사람들은 뉴멕시코 남쪽 엘파소로 피난을 갔고 스페인의 통치는 막을 내렸다. 포페이는 그 후 스페인 군인들의 두 차례에 걸친 공격을 막아 내긴 했으나 부족을 연합시키는 일에는 힘이 부족했고 1692년 디에고 데 발가스(Diego de Vargas)는 스페인 군인 150명과 우호적 관계를 가진 인디언 다수를 거느리고 다시 산타페에 무혈로 입성하여 인디언 지도자들과 평화적인 협상을 맺고 산타페는 스페인의 통치하에 들어갔다.
스페인의 지배하에서 200여 년이 지난 1821년, 스페인의 식민지였던 뉴스페인은 스페인으로부터 독립하여 멕시코라는 이름으로 독립 국가를 선언하게 된다. 따라서 뉴멕시코는 신생 독립 국가인 멕시코에 속하게 되었다. 그러나 그것은 불과 25년밖에 안 된다. 1846년 멕시코와 미국간의 영토 분쟁으로 전쟁이 일어났다. 2년뒤 전쟁이 끝나고 과달루페 이달고 조약(Treaty of Guadalupe Hidalgo)에 의거 이곳 뉴멕시코는 미국의 영토가 되었다. 뉴멕시코는 1912년 1월 미합중국의 47번째 주로 편입되었고 산타페는 뉴멕시코주의 주도가 되었다. 20세기 초에는 많은 화가와 예술가들이 이주해 와서 산타페는 미술의 메카로 알려지게 되었다. 도시는 푸에블로 인디언, 스페인 그리고 앵그로 문화가 함께 자라온 역사 깊은 도시가 되어 2005년 UNESCO에서 창조의 도시(Creative City)로 지명을 받았다.

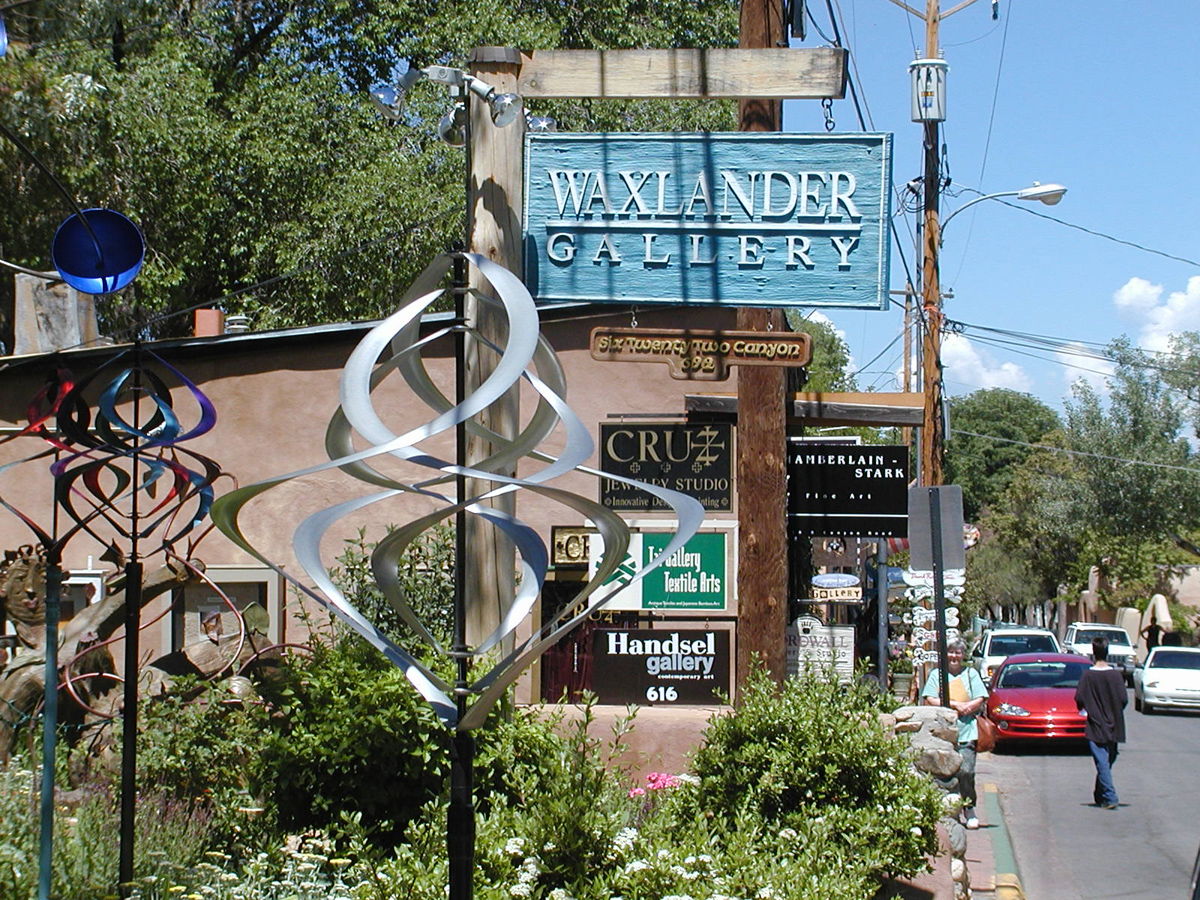
갤러리가 많은 캐니언로드

## 문화/예술
산타페는 푸에블로 인디언과 히스패닉의 오랜 역사와 전통의 문화적 배경 위에 1900년 초기부터 많은 예술가들이 지역의 독특한 자연의 아름다움 때문에 이주해 온 것이 이곳 예술과 문화를 더 풍성하게 했다. 매년 여름에 열리는 스페인시장(Spanish Market)은 300여 미술가의 작품 전시뿐만 아니라 스페인의 전통 예술, 춤과 음악의 축제이기도 하다. 매년 8월에 열리는 인디언 시장은 천여명의 인디언 미술 공예가가 참여하는 인디언의 문화예술 행사이다.
- 미술분야: 산타페에서 팔리고 있는 미술품의 거래액수로 보면 뉴욕, 로스앤젤레스에 이어 세 번째가 산타페가 되어 미국의 3대 미술 시장 안에 들어간다. 300개가 넘는 갤러리(Gallery:화랑)가 있다. 뉴멕시코에서 활약해온 화가로 뉴욕에서 이주해온 조지아 오키프(Georgia O'Keeffe)는 산타페 북쪽에 있는 아비큐에 거추하면서 작품활동을 했다.
- 문학분야: 미술가와 마찬가지로 작가들도 많이 뉴멕시코로 이주해와서 산타페만도 현재 150명의 작가가 활동하고 있다. 1959년 MGM 제작 벤허(Ben-Hur)란 영화는 1880년 출간된 문학작품 《벤허:그리스도의 이야기》(Ben-Hur: A Tale of the Christ)를 영화로 만든것이었다. 이 소설은 쓴 루 월리스(Lew Wallace)는 산타페에서 지사(뉴멕시코는 연방에 가입전이다)직을 1878년에서 1881년까지 역임 하였던 작가며 군인이며 정치가였다. 그의 소설은 그가 뉴멕시코 지사직에 있을 때 발표되어 당시 미국에서 19세기에 들어서서 최 장기간의 베스트셀러의 기록을 남겼었다. 마거릿 미첼이 쓴 《바람과 함께 사라지다》(Gone With the Wind)가 1936년에 출판되기 전까지는 루 월리스의《벤허:그리스도의 이야기》가 베스트셀러의 자리를 지켰던 것이다.[4]
- 음악분야: 산타페 오페라(Santa Fe Opera)는 여름철 7-8월에 5개의 오페라를 하루에 하나씩 돌아가며 병행해서 공연한다. 합창을 부를 40명가량의 멤버는 매년 성악전공 학생중에서 뽑게 되는데 매년 여기에 지원하는 학생은 약 1400명 정도라 한다.1957년부터 그동안 140개가 넘는 여러 오페라를 1600회 이상의 공연을 해왔다. 그동안의 관객수가 85,000명이 넘는데 그 절반 이상이 타주에서 온 관객이라는 것도 특기할 사항이다.[5] 산타페 데서트코랄(Santa Fe Desert Choral)합창단과 산타페 실내악축제(Santa Fe Chamber Music Festival)가 여름철에 렌식극장(Lensic Theater)에서 공연 한다. 산타페 교향악 합창단(Santa Fe Symphony Orchestra and Chorus)도 렌식극장에서 일년 내내 다양한 음악을 연주한다. 초청 음악가중에는 한국음악가도 자주 포함된다.[6]
- 인디언의 예술품: 매년 8월 3번째 목요일에 산타페에서 2일간 열리는 산타페 인디언 시장[7](Santa Fe Indian Market)은 1,000여명의 인디언 미술가 공예가들이 출품하는 원주민 인디언의 최대의 예술품전시장(Art Show)이 된다. 10만명에 가까운 방문객이 운집된다.

## 박물관

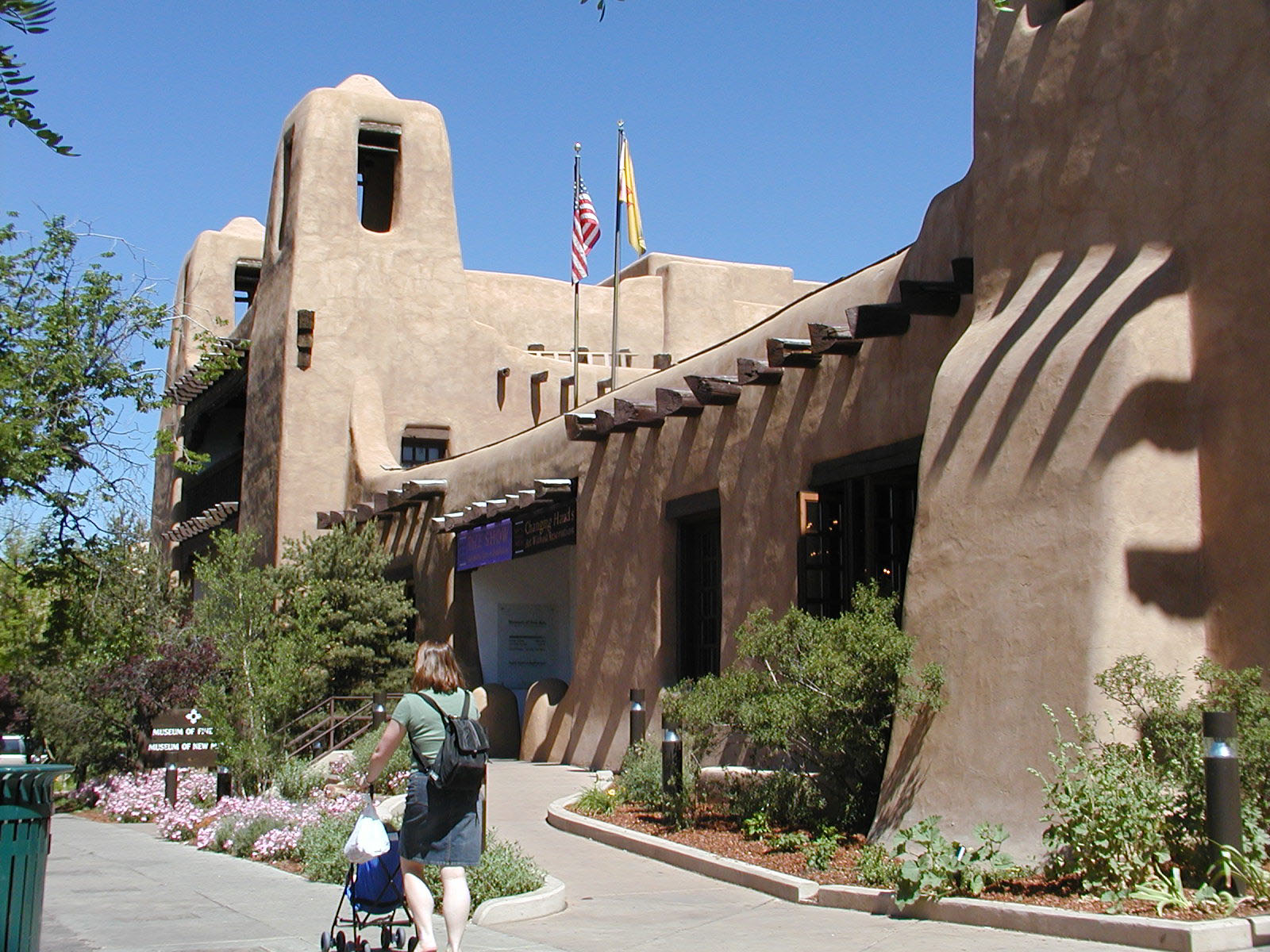
푸에블로 리바이벌 스타일로 지은 미술박물관

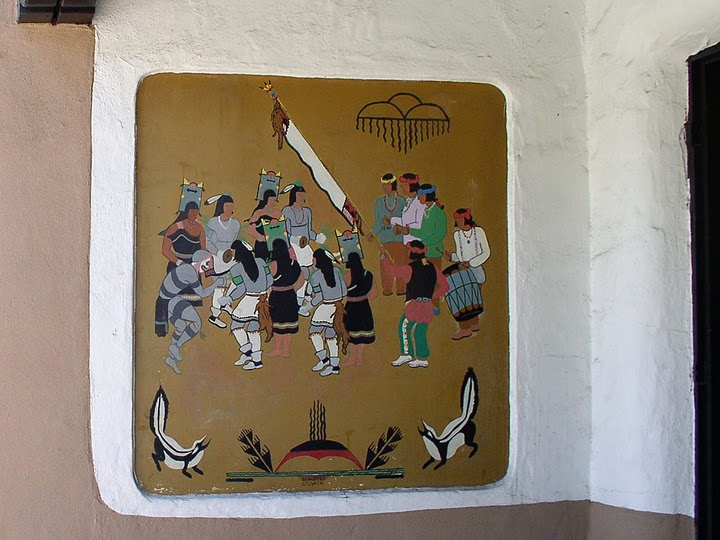
라폰다 호텔의 인디언 춤 벽화

- 뉴멕시코 미술 박물관(New Mexico Museum of Art)
1917년에 세워진 뉴멕시코주의 박물관중에서 제일 역사가 오래된 박물관이다.건물 설계가 전형적인 푸에블로 리바이벌 건축양식(Pueblo Revival Style)에 스페인 식민지 시대의 건축 양식이 잘 혼합된 것을 볼 수 있다. 2만 여점의 미술품을 소장하고 있다.[8]
- 뉴멕시코 역사 박물관(New Mexico History Museum)
뉴멕시코 역사 박물관은 프라자 북쪽에 있는팔레스 오브 더 가버너스(Palace of the Governors)건물과 정원을 통해 북쪽으로 연결되는 최근에 건축된 최신건물의 박물관이다. 뉴멕시코주의 문화와 역사를 잘 보여주는 박물관이다.[9]
- 조지아오키프박물관(Georgia O’Keeffe Museum)
정부기관에 속하지 않는 박물관으로 조지아오키프박물관이 유명하다. 프라자에서 약 200m 정도 서북쪽에 있다. 미국의 화가로 뉴욕에서 활약하든 조지아오키프는 뉴멕시코의 자연에 반해 버려서 산타페 근처 아비큐(Abiquiu)로 자신의 거처를 옮겼다. 이곳에서40년간 사는동안 많은 작품을 남겼다. 이곳은 그의 그림을 모아 놓은 박물관이다.[10]
- 국제민속예술박물관(Museum of International Folk Art)
국제 민속 예술 박물관은 프라자에서 남쪽으로 약 2마일 떨어진곳에 여러 박물관이 모여있는 뮤제움힐(Museum Hill)에 있는데 전 세계 100여국의 민속미술품 1000여점이 전시되어있다.[11]
- 인디언예술문화박물관(The Museum of Indian Arts and Culture)
 인디언예술문화박물관은 뉴멕시코와 애리조나이 지역의 인디언(푸레블로, 나바호, 아파치) 문화와 예술을 소개하는 박물관이다. 뮤제움힐(Museum Hill)에 있으며 1200점의 전시물이 있다.[12]

## 관광명소

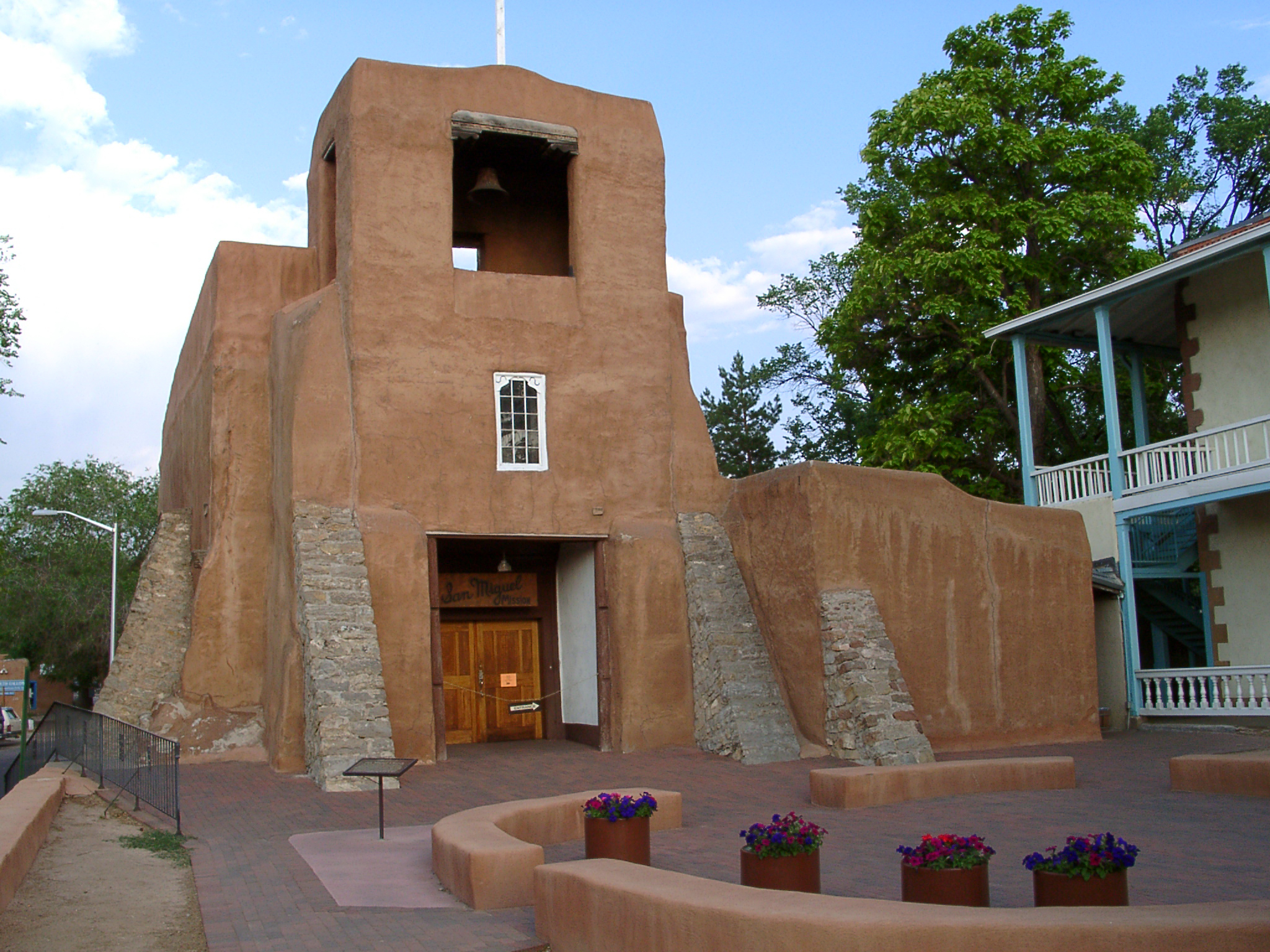
산미겔 교회(미국에서 제일 오래된 교회)

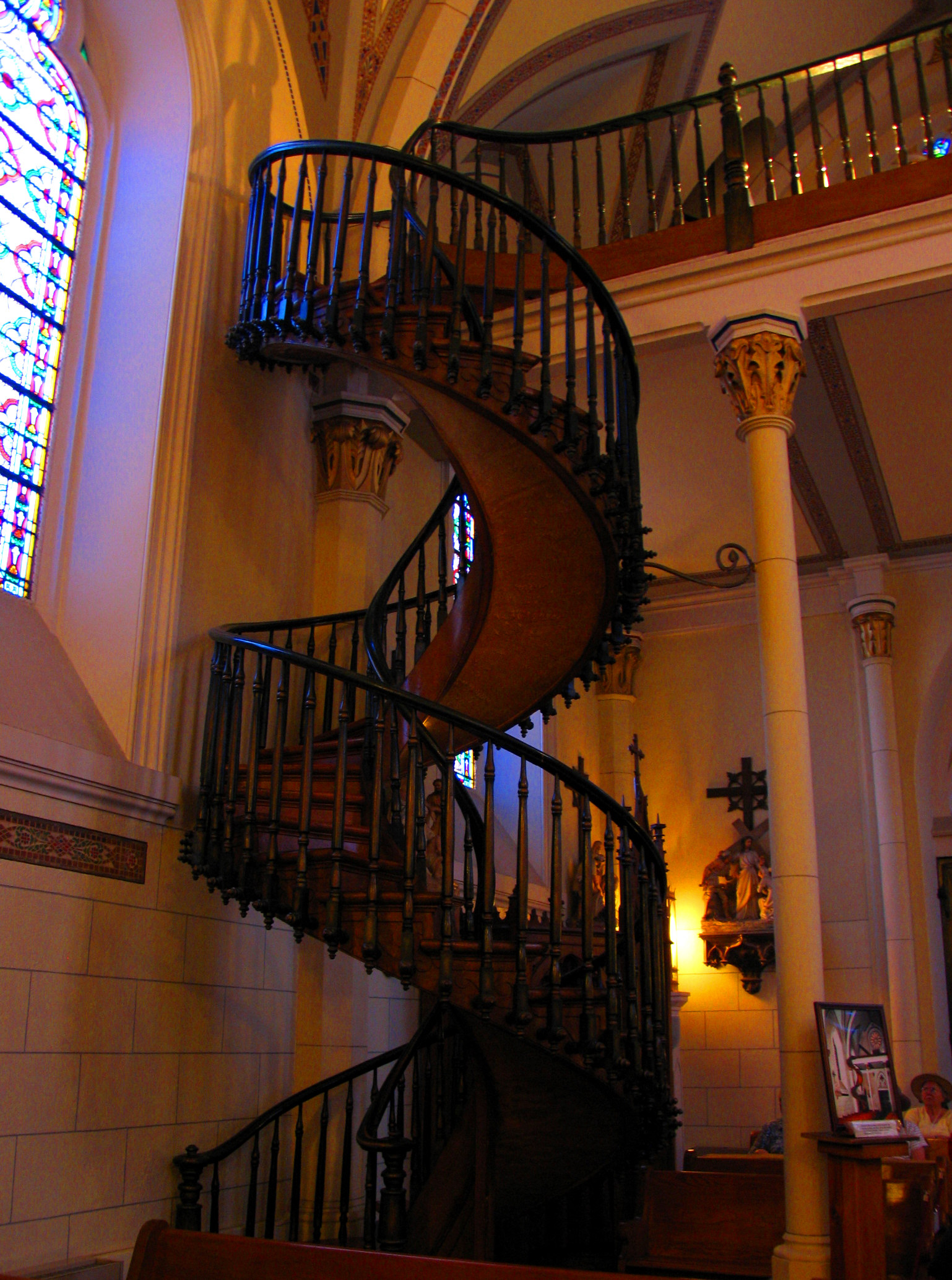
로레토 교회의 신비로운 층계

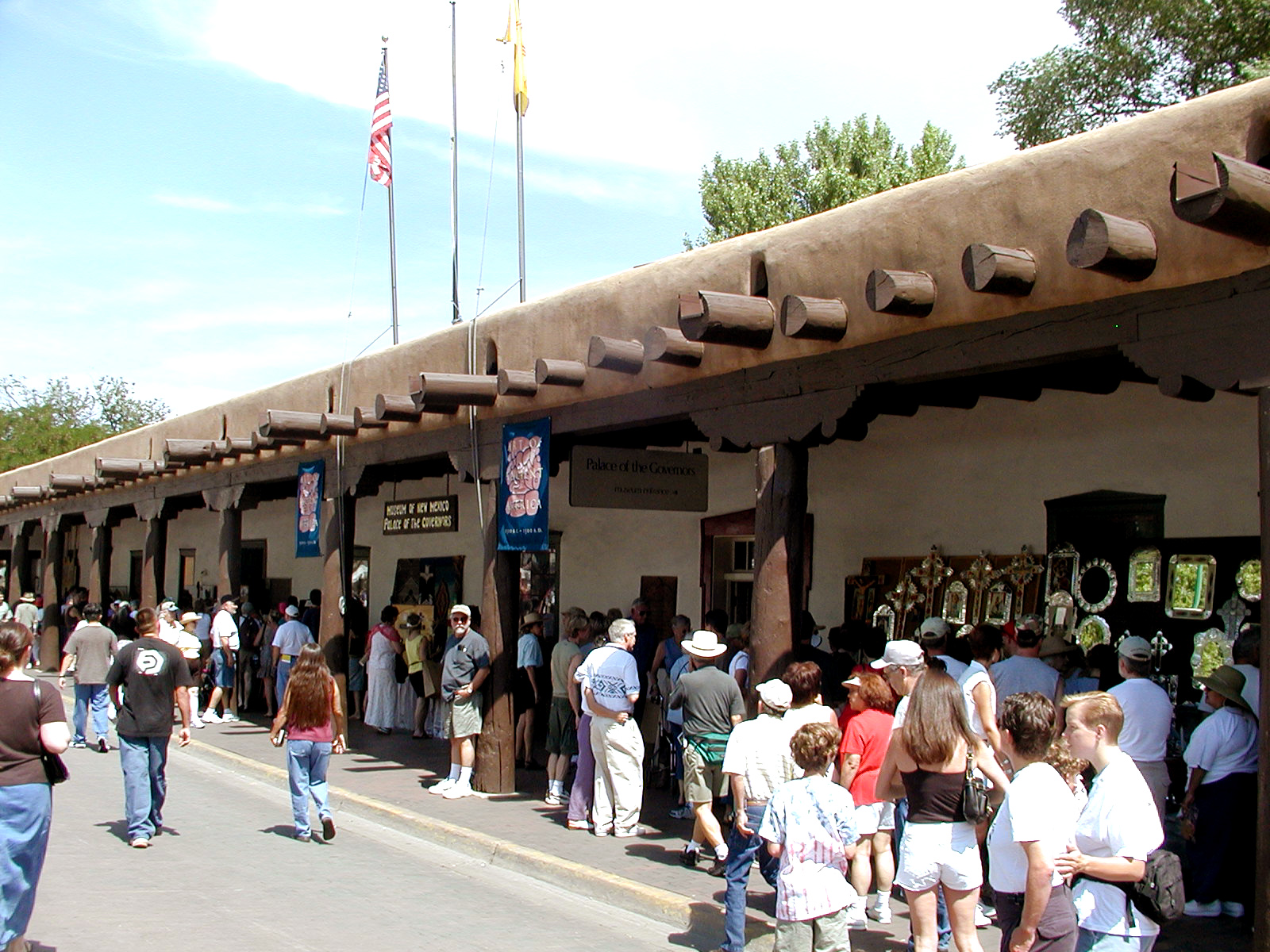
플라자에 있는 팔레스 오브 더 가버너스 건물 앞은 인디언 공예품 시장으로 붐빈다.

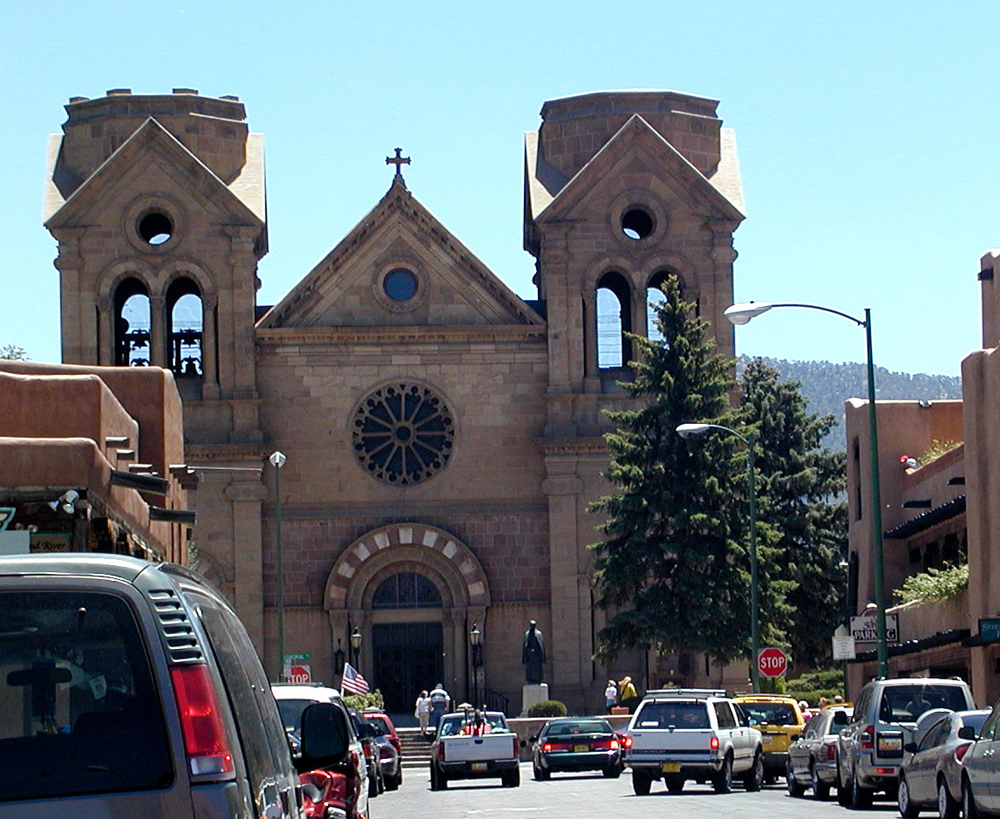
라폰다 호텔 앞 길에서 본 산 프란시스 성당

관광여행을 즐기는 사람들을 위한 월간 잡지로 “Travel + Leisure”라는 잡지가 있다. 매년 독자의 설문조사로 북미주 안에서 인기있는 관광지 도시 10개를 선정하는데 산타페는 2008년과 2009년 두 번 모두 5등으로 선정되었다. (2009년도의 1등은 뉴욕, 2등은 산프란시스코였다) 2025년에는 미국내의 인기있는 관광지 도시로서 산타페 도시가 1등으로 올랐다.
산타페가 관광도시로 인기가 높은 이유는 깊은 역사를 갖고 있으면서 스페인, 인디언 그리고 앵글로 문화가 서로 조화를 이루고 있는점이 큰 이유가 된다. 이름난 관광 명소는 아래와 같다.
- 산미겔교회(San Miguel Chapel)
산미겔 교회(차플)은 주청사 건물 앞에 있는 방문객안내소(Visitor Center)의 건물옆 북쪽에 자리잡은 오래된 어도비(Adobe)양식의 작은 교회로 미국내에서는 가장 오래된 교회로 알려져 있다. 1610년에 지었는데 1680년 푸에블로 반란(Pueblo Revolt)으로 지붕은 불에 타버렸으나 1692년 지붕을 다시 복구했다.
- 로레토교회(Loretto Chapel)
로레토교회(차플)는 1873년에 지은 고딕식 건물인데 그 안에 있는 스프링 나선 형태로 만든 나무계단이 유명하다. 360도로 두 번 회전하며 성가대석으로 올라가는 이 계단은 못을 전혀 쓰지 읺았고 계단을 지탱해주는 기둥도 없다. 신기한 계단(Miraculous Staircase)이란 별명이 붙은 이 계단의 단수는 33개로 예수가 이 땅에서 살았던 햇수와 일치한다. 옛날 교회 건물을 처음 지었을 때 기본적인 공사는 마쳤으나 뒤쪽의 성가대석으로 올라가는 계단은 미완성 이어서 이를 위한 공사를 앞두고 수녀들이 열심히 기도했는데 어느 날 이름 모르는 목수가 나타나서 자원해서 계단을 만들어 주고 일을 끝내고는 대가도 받지 않고 홀연히 사라져 버렸다는 전설이 있다.[14]
- 산타페 프라자(Santa Fe Plaza)
도시 중앙에 있는 산타페 프라자는 처음 오는 관광객에게는 빼 놓을 수 없는 곳이다. 관광객을 대상으로 하는 상점들이 많아서 공예품이나 미술품등 쇼핑하기에 좋은 곳이다. 여름철에는 스페인춤과 음악을 즐길수 있는 축제도 자주 이곳에서 열린다. 팔레스 오브 더 가버너스(Palace of the Governors)로 불리는 오래된 건물은 박물관으로 쓰이고 있는데 이 건물은 1610년에 건축된 건물로서 지금까지 계속 사용해온 정부 청사의 건물로는 미국에서 가장 오래된 것으로 알려져 있다. 건물 앞은 인디언들의 공예품을 파는 노점 Market 자리가 되고 있다.
- 성 프란시스 대성당(St. Francis Cathedral)
프라자에서 동남쪽으로 가면 역사 깊은 라폰다 호텔(La Fonda Hotel)이 있고 그 앞을 지나 동쪽으로 가면 이 지역 건축양식과는 전혀다른 프랑스의 로마네스크 양식으로 지은 성 프란시스 대성당앞에 이른다. 이 성당은 2005년 Pop Benedict XVI에 의해서 바실리카(Basilica)로 승격되었다. 라미(Lamy)대주교에 의해서1869년 공사를 시작했고 1886년에 완공했지만 원래 계획했던 두 개의 뾰족탑은 공사 비용 문제로 끝내질 못한체 지금에 이르렀다. 고딕양식의 교회건축에서 보게되는 정면의 큰 원형 유리창은 12개의 꽃잎모양으로 만들었는데 이는 예수의 12제자를 의미한다. 정문 위에보면 히브리어로 Yahweh(야훼:JHWH)란 글씨를 새겨 놓은게 있다. 유태인들이 성당 건축에 많이 도왔기 때문에 그 들을 생각하며 히브리어로 “야훼” 이름을 새겼다고 전해진다. 미사가 없을 때는 들어가서 아름다운 스테인 유리창과 내부의 건축미를 구경할 수 있다.

- 캐니언로드(Canyon Road)
 산타페에는 약 300개의 갤러리(Gallery,화랑)가 있는데 100여개의 갤러리는 캐니언로드 길가에 모여있다. 그림이나 공예품을 사지는 않더라도 미술 감상하는 것만으로도 가치있는 곳이다. 이곳을 구경해 보면 왜 산타페가 뉴욕, 로스앤젤레스에 이어 미국의 미술 3대시장에 꼽히는지를 실감할 수 있다.

## 인구통계
2005년-2009년의 인구조사 통계에 의하면 산타페 시의 인구는 71,621명이었다. 인종별 분포는 79.9%가 백인, 2.0% 가 미국 원주민(인디언), 1.5%가 아시아인, 0.9%가 흑인, 15.6%가 기타였다. 히스패닉과 라티노(Hispanic and Latino )는 전체의 47.3%가 된다. 한국인은 36명으로 보고 되었다.
가구(household)당 평균 수입은 2009년도 기준으로 볼때 $50,717, 가구 당 평균 수입은 $63,356였다. 약 8.5%의 가정이 빈곤층에 속한다.
| 인구조사              | 인구   | Note   | %±    |
| --------------------- | ------ | ------ | ----- |
| 1850년                | 4,846  |        | —     |
| 1860년                | 4,635  |        | −4.4% |
| 1870년                | 4,756  |        | 2.6%  |
| 1880년                | 6,635  |        | 39.5% |
| 1890년                | 6,185  |        | −6.8% |
| 1900년                | 5,603  |        | −9.4% |
| 1910년                | 5,073  |        | −9.5% |
| 1920년                | 7,326  |        | 44.4% |
| 1930년                | 11,176 |        | 52.6% |
| 1940년                | 20,325 |        | 81.9% |
| 1950년                | 27,998 |        | 37.8% |
| 1960년                | 34,394 |        | 22.8% |
| 1970년                | 41,167 |        | 19.7% |
| 1980년                | 48,053 |        | 16.7% |
| 1990년                | 52,303 |        | 8.8%  |
| 2000년                | 61,109 |        | 16.8% |
| 2010년                | 67,947 |        | 11.2% |
| 2019 (추산)           | 84,683 | [ 16 ] | 24.6% |
| U.S. Decennial Census |        |        |       |

## 교육
산타페에는 두 개의 공립대학과 세 개의 사립인문대학이 있다.
- 산타페 커뮤니티 대학(Santa Fe Community College): 초급 공립 대학이며 재학생은 1만4천여 명이 된다.
- 아메리칸 인디언 미술학교(Institute of American Indian Arts): 1962년 케네디 대통령의 연방집행명령에 의해 설립된 인디언 미술가를 양성하는 학교다. 약 250명의 재학생이 있다.
- 센트 존 대학(St. John's College):사립 대학이다.학부학생은 약 475명, 대학원생은 160명이 된다
- 산타페 미술 디자인 대학교(Santa Fe University of Art and Design): 원래는 산타페대학(College of Santa Fe)이었다. 재학생 수는 약 450명이다.
- 사우스웨스턴 대학(Southwestern College): 재학생은 약 160명되는 사립대학이다.

## 관광지 랭킹
산타페(산타페:Santa Fe)는 관광도시 인기 조사에서 전국적으로 높은 순위를 얻고 있다. “Travel + Leisure”잡지사의 2011년도 설문조사를 보면 여러 부문에서 산타페가 5등 이내에 들어갔다. 이설문 조사는 미국의 주요 35개 도시를 놓고 관광 목적별로 자료를 수집해서 보고한 것이다. 별표에 산타페가 높은 순위를 얻은 부분을 5순위까지 제시하였다.

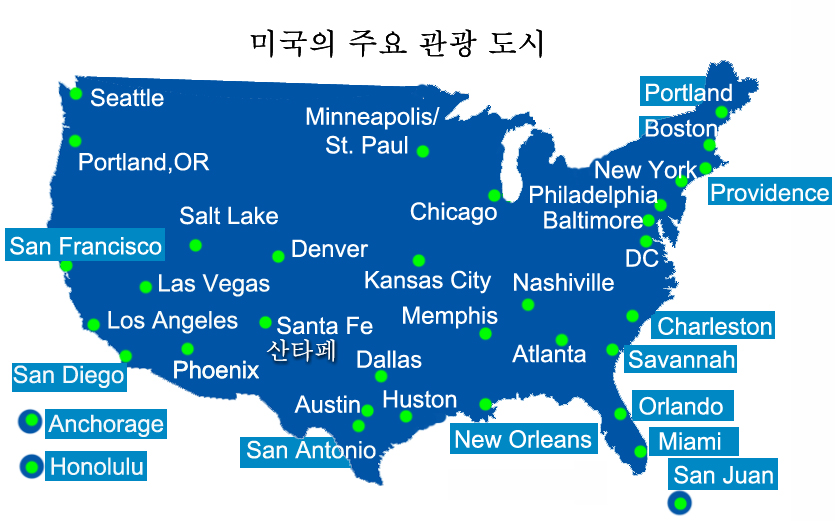

| 관광도시 랭킹                                             |              |              |              |            |            |
| 관광 목적                                                 | #1 도시      | #2 도시      | #3 도시      | #4 도시    | #5 도시    |
| 문화관광                                                  | 산타페       | 산후안(P.R.) | 워싱턴 D.C.  | 필라델피아 | 뉴올리언스 |
| 낭만적 관광                                               | 서배너       | 산후안(P.R.) | 샌프란시스코 | 호놀룰루   | 산타페     |
| 박물관.갤러리                                             | 워싱턴 D.C.  | 뉴욕         | 시카고       | 산타페     | 필라델피아 |
| 쇼핑/벼룩시장                                             | 뉴올리언스   | 산타페       | 포틀랜드     | 찰스턴     | 시애틀     |
| 실내장식/디자인                                           | 산타페       | 시카고       | 로스앤젤레스 | 프로비던스 | 서배너     |
| 크리스마스 관광                                           | 산후안(P.R.) | 산타페       | 뉴올리언스   | 서배너     | 뉴욕       |
| 주해:Travel+Leisure 2011 Survey America's Favorite Cities |              |              |              |            |            |

## 갤러리

산타페
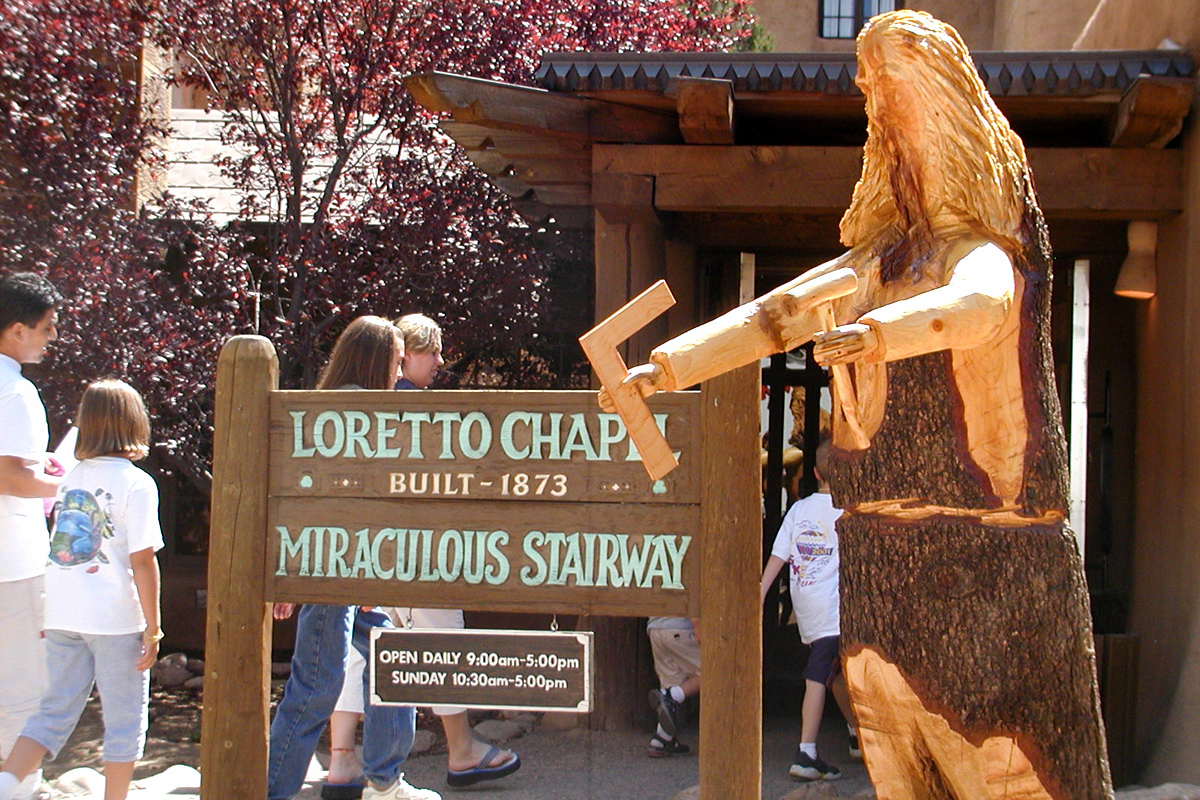
로레토 교회 간판
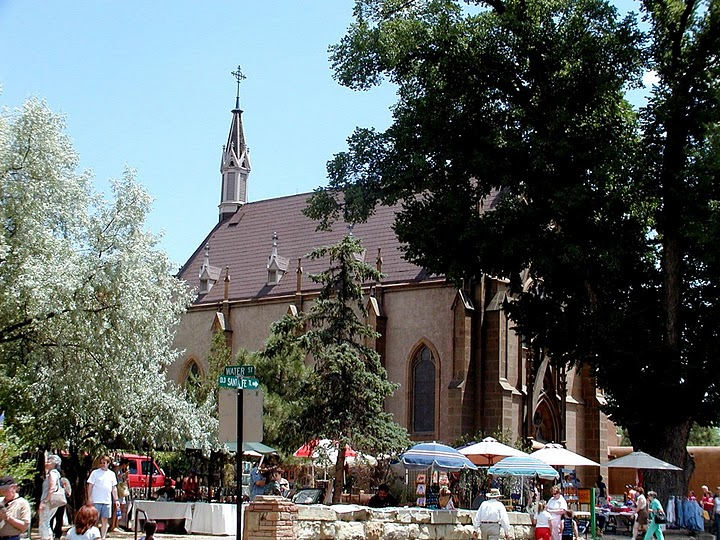
로레토 교회앞의 노점들
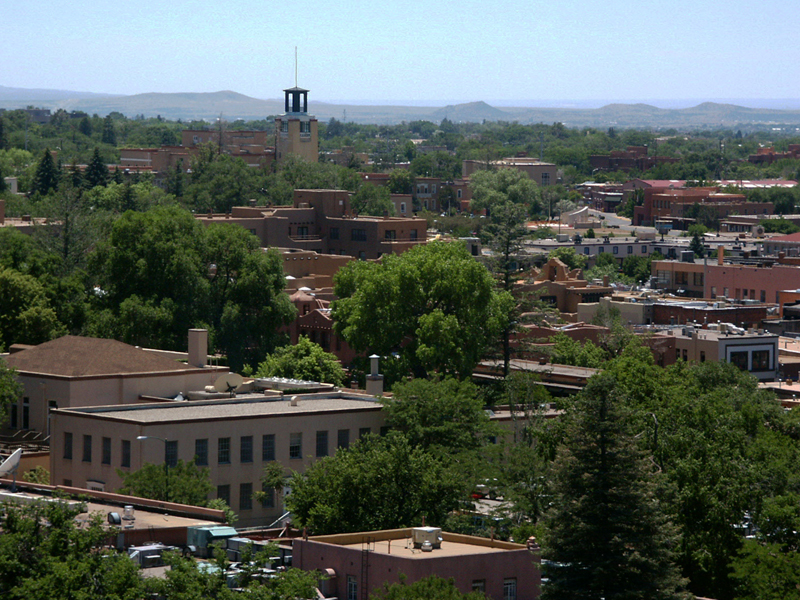
산타페 도시 전경
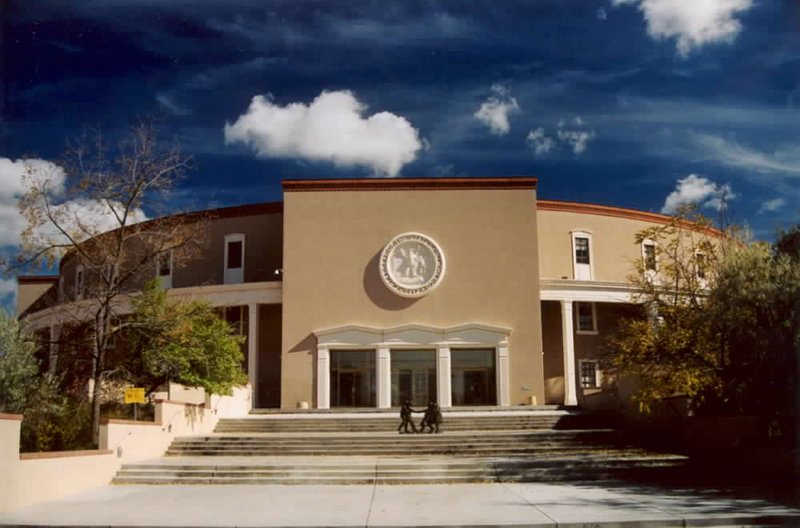
뉴멕시코주 청사

## 같이 보기
- 산타페 가도